# 上屋敷綾
上屋敷 綾（かみやしき あや、1988年7月27日 - ）は、日本の元女子バレーボール選手。

## 来歴
現：鹿児島県薩摩郡さつま町出身。三人兄妹の末っ子として生まれる。バレーボールをしていた母や兄の影響で小学1年よりバレーボールを始める。
鹿屋中央高校在学中の2005年には晴れの国おかやま国体に鹿児島県選抜の一員として出場。優勝した長崎県（九州文化学園高校）を準決勝であわやというところまで追い詰め、3位入賞に貢献した。翌2006年には主将として、第37回春高バレー3位、インターハイ優勝に大いに貢献した。
2007年に鹿屋体育大学に進学し同年秋季リーグから九州大学リーグ7連覇。2010年12月の全日本インカレでは同校の初優勝に大きく貢献し、自らも大会MVPに選出された。
2011年4月、VプレミアリーグのJTマーヴェラスに入団した。
2013年度よりJTの主将を務める。
2015年5月末日をもってJTマーヴェラスを退部した。

## 受賞歴
- 2010年 - 全日本インカレ MVP

## 所属チーム
- 向日葵ジュニア
- 姶良市立蒲生中学校
- 鹿屋中央高校
- 鹿屋体育大学
- JTマーヴェラス（2011-2015年）